# Власна торгова марка

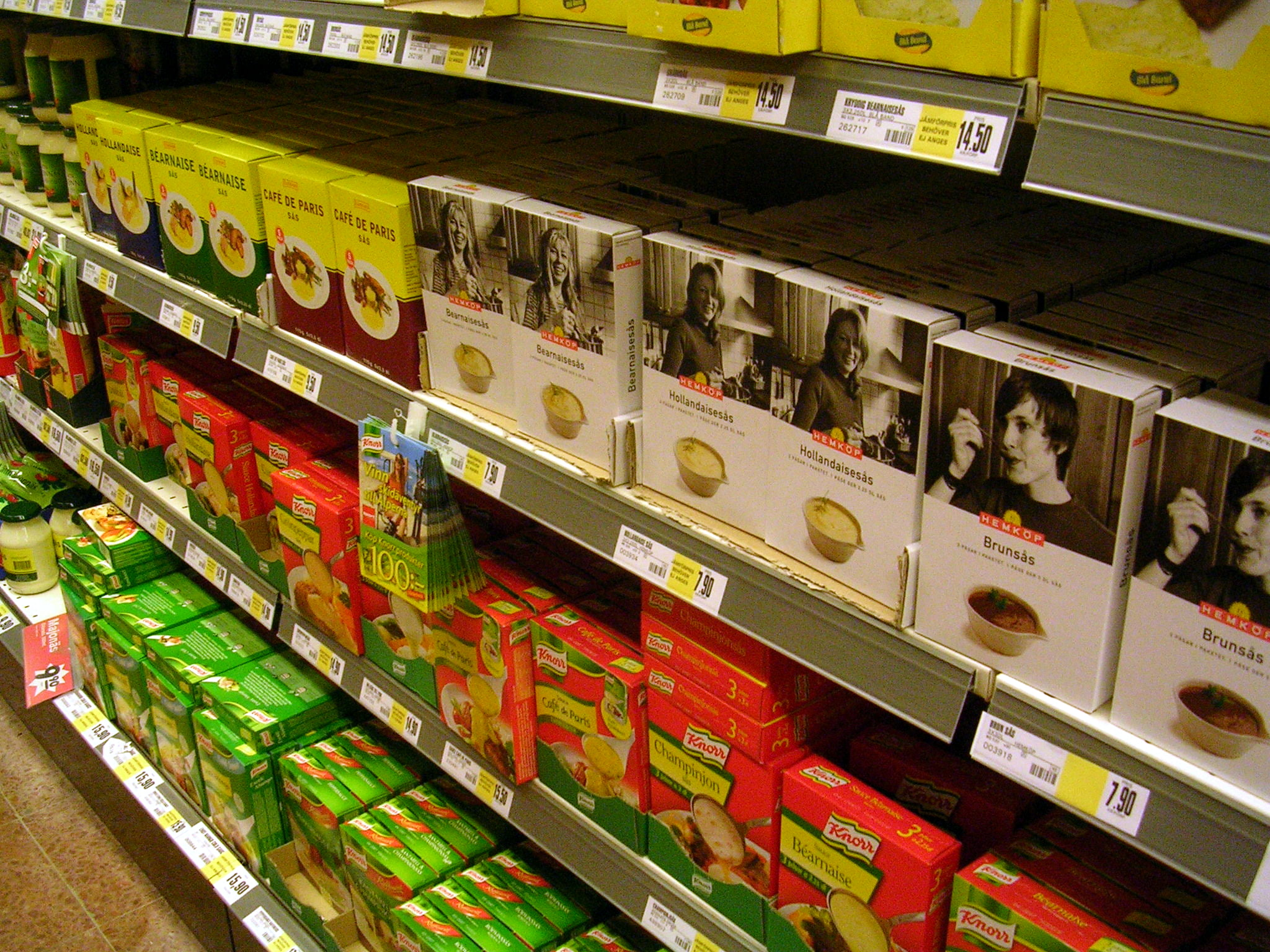
Власні торговельні марки та міжнародні бренди на полицях у шведському супермаркеті

Власна торговельна марка (англ. Private Label) — марка товару або послуги, створених певною компанією на замовлення і представлених під брендом іншої компанії. Практика використання власних торговельних марок найширше поширена у мережах роздрібного продажу. Реєстрація власної торговельної марки є ініціативою компанії — власника цієї марки. Таким чином ця компанія бере на себе розробку та контроль над виробництвом. Такі товари можуть мати власну назву або випускатися під маркою певної торговельної мережі.
Продукти, які випускаються під власною торговельною маркою, часто можуть позиціюватися як альтернатива товарам, що мають вищу ціну та імениті міжнародні чи національні торговельні марки.